# Escalles
Escalles (flämisch: Skale) ist eine französische Gemeinde mit 218 Einwohnern (Stand: 1. Januar 2022) im Département Pas-de-Calais in der Region Hauts-de-France (vor 2016: Nord-Pas-de-Calais). Sie gehört zum Arrondissement Calais, zum Kanton Calais-1 und zum Gemeindeverband Grand Calais Terres et Mers. Die Einwohner werden Escallois genannt.

## Geographie
Die Gemeinde Escalles liegt im Regionalen Naturpark Caps et Marais d’Opale, etwa vier Kilometer südwestlich von Calais an der Opalküste des Ärmelkanals mit dem Aussichtspunkt Cap Blanc-Nez. Umgeben wird Escalles von den Nachbargemeinden Sangatte im Norden und Nordosten, Peuplingues im Osten, Bonningues-lès-Calais im Südosten, Hervelinghen im Süden sowie Wissant im Südwesten.

## Bevölkerungsentwicklung
| Jahr                       | 1962 | 1968 | 1975 | 1982 | 1990 | 1999 | 2006 | 2013 | 2022 |
| -------------------------- | ---- | ---- | ---- | ---- | ---- | ---- | ---- | ---- | ---- |
| Einwohner                  | 216  | 199  | 149  | 286  | 320  | 321  | 335  | 263  | 218  |
| Quellen: Cassini und INSEE |      |      |      |      |      |      |      |      |      |

## Sehenswürdigkeiten
- Kirche Saint-Maxime aus dem 16. Jahrhundert
- alte Windmühle
- Museum Transmanche

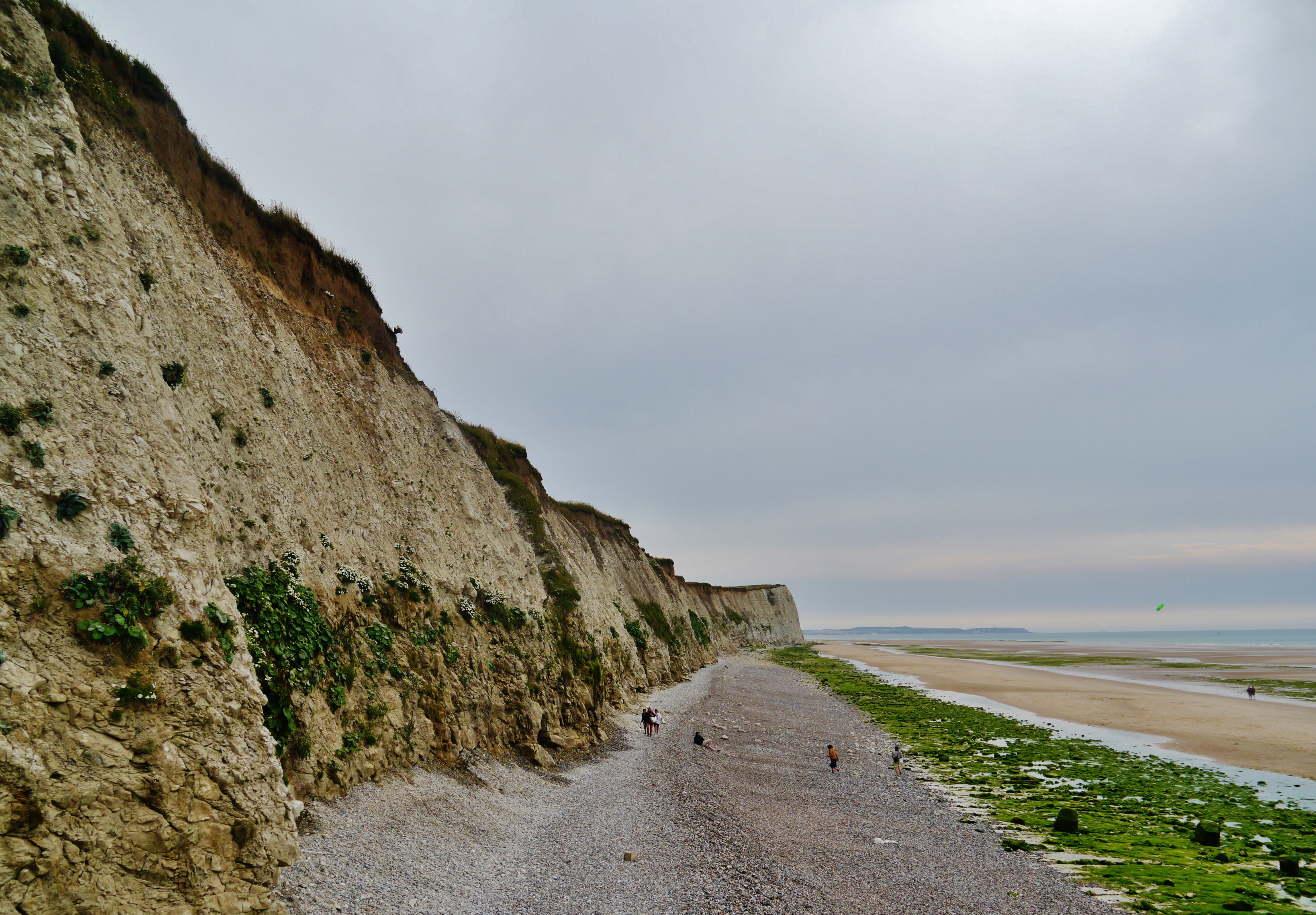
Klippen von Escalles
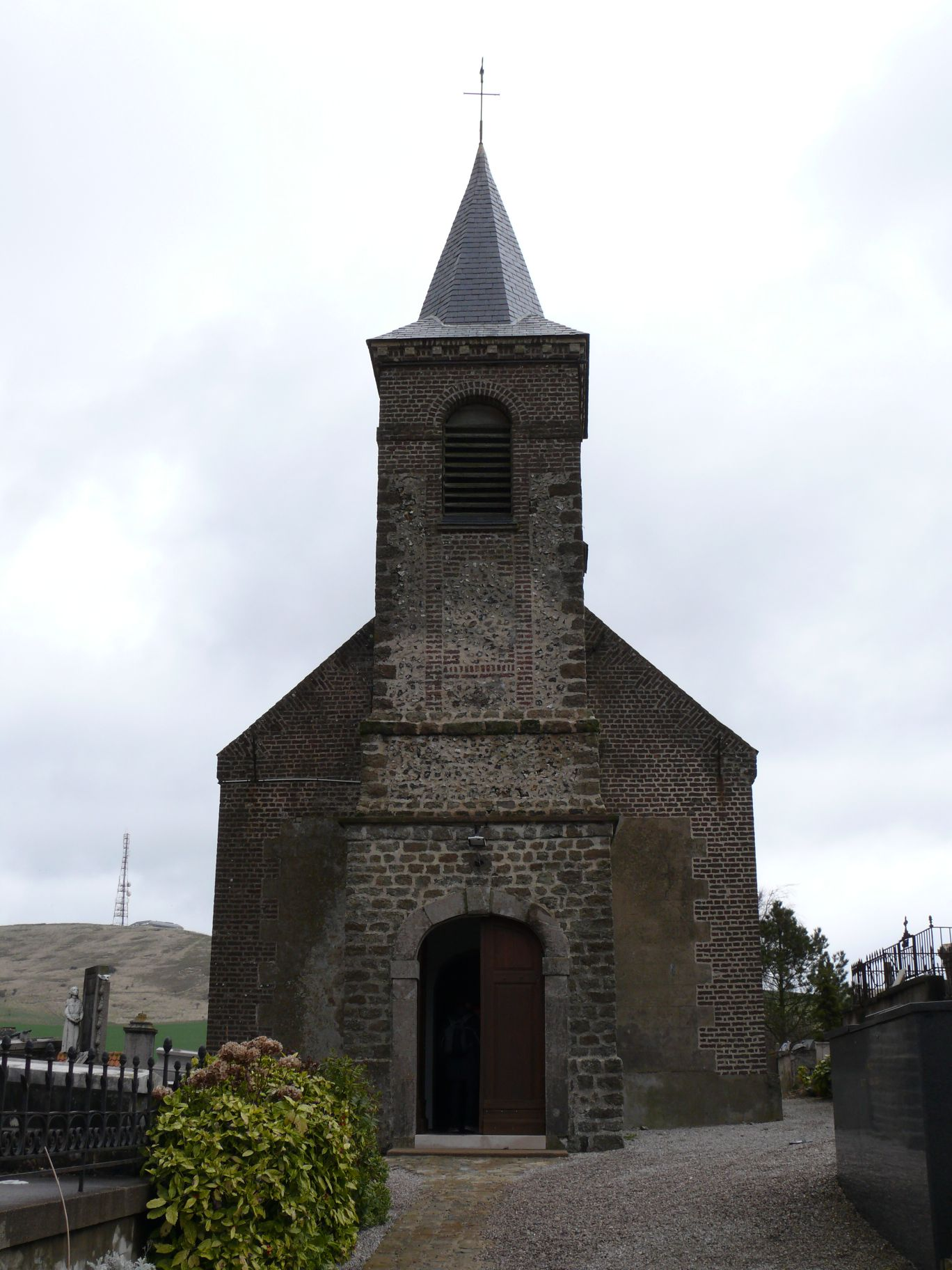
Kirche Saint-Maxime
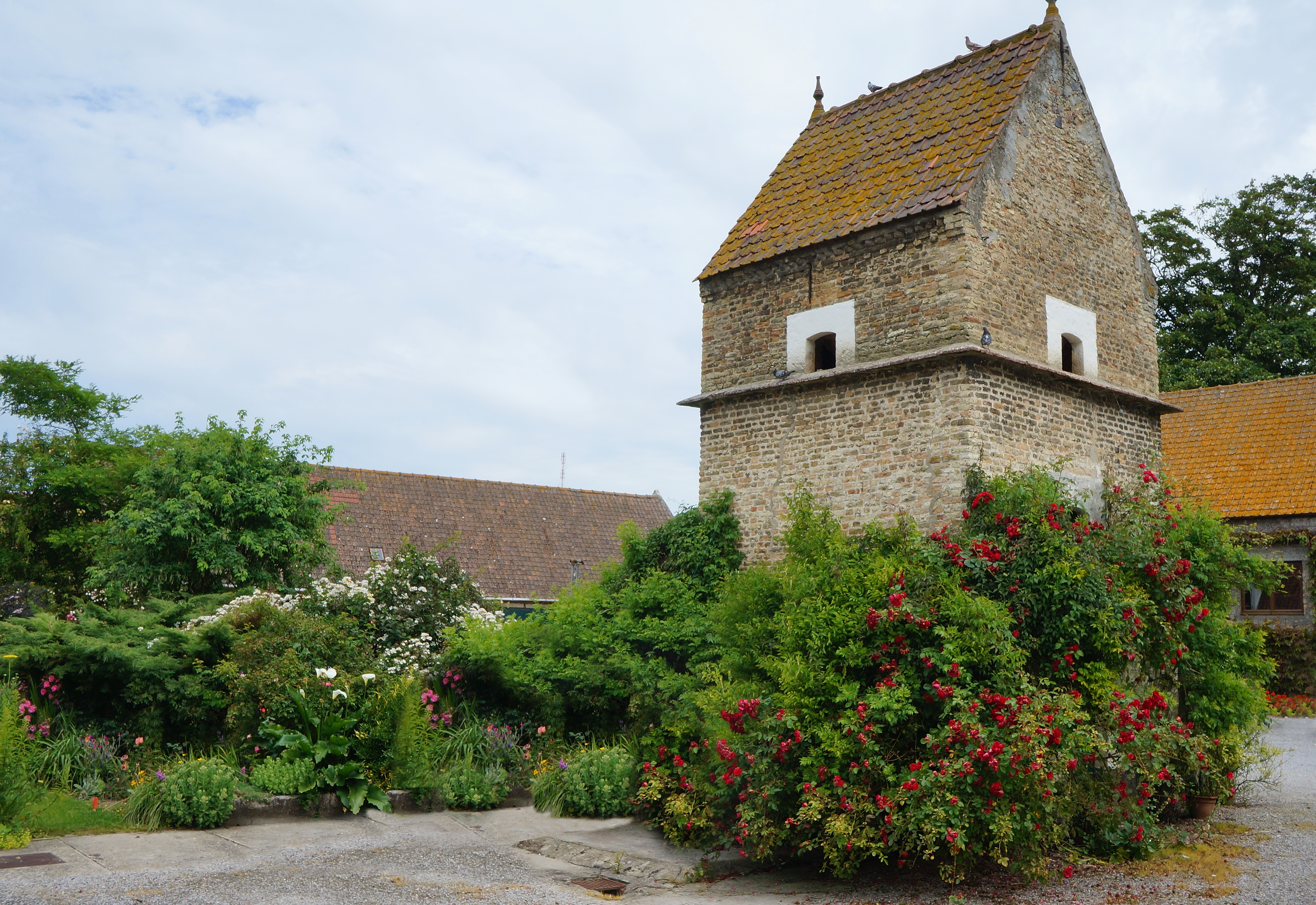
Taubenturm